# 如龙镇
如龙镇，是中华人民共和国四川省甘孜藏族自治州新龙县下辖的一个乡镇级行政单位。如龙镇人民政府驻城区村下街24号。
2020年，撤销甲拉西乡，将其所属行政区域划归如龙镇管辖。

## 行政区划
如龙镇下辖以下地区：
城区社区、城区村、东格村、吴地村、地龙村、高山村、拉日村、俄日村、安古村、卡鲁村和杜西村。